# インシデント・コマンド・システム
インシデント・コマンド・システム（現場指揮システム、Incident Command System、ICS）は、米国で開発された災害現場・事件現場などにおける標準化された管理システムのこと。インシデント・マネジメント・システム (Incident Management System) とも呼ばれる。命令系統や管理手法が標準化されている点が特徴。1970年代に消防によって開発され、徐々に他の行政機関などでの利用が拡大し、デファクトスタンダードになった。
2004年にアメリカ合衆国連邦緊急事態管理庁 (FEMA) によって制定された米国インシデント・マネジメント・システム (National Incident Management System, NIMS) では、米国で発生するあらゆる緊急災害・緊急事態に ICS を適用することが定められている。
ICS は、災害・事件の種類を問わず、日常の事件・事故からテロ事件・ハリケーン災害などの危機管理まであらゆる緊急事態対応で使用されている。
また、自主防災組織・地域防災、原子力防災、さらにコンサート、パレード、オリンピックのような非常時以外のイベントなどでも活用されている。

## 歴史
米国では1970年代に多くの山火事が発生し、当時の現場指揮官が次のような多くの問題に直面した。
- 一度に多くの人が、一人の監督者に報告するので処理しきれない。
- 関係機関がそれぞれ異なった組織構造になっており、組織的な対応が困難。
- 信頼のおける情報が流れてこない。
- 通信装置や通信手順が統一されていない。
- 関係機関の間で共通の計画を策定するシステムがない。
- 指揮命令系統が不明確。
- 関係機関が使用する用語が統一されていない。
- 目標が不明確。

そこで、1979年に合衆国消防庁国立消防大学校 (U.S. Fire Administration National Fire Academy。FEMA傘下の教育研修機関) が、次のコンセプトの下で ICS を開発した。
- 小規模なものから大規模なものまで、緊急事態の大小や種類を問わず使用できる柔軟性のあるシステムであること。
- 日常的な事故から大規模な災害まで、あらゆる緊急事態対応に使用できるものであること。
- 全国から駆けつけてくる多種多様な機関の職員が、すみやかに溶け込めるような共通のマネジメント構造になっていること。
- 費用対効果の良いシステムであること。

開発当初は、山火事への対応用に設計されていた。しかし、それ以外にも、刑事事件、危険物事故、地震、台風、津波、流行性感染病、テロ災害まで、あらゆる種類の事態に活用できることから、デファクトスタンダードとして全国に広がった。現在では、NIMS として全ての現場で使用されている。一般市民団体による自主防災組織、通称 CERT (Community Emergency Response Team) をはじめ、医療施設、特定事業所、指定公共機関、指定行政機関などでも採用しているシステムなので、“自助、共助、公助”の全てのレベルにおいて広く普及しているインシデントツールであるといえる。

## 仕組み・特徴
5つの基本機能（ファンクション）として、指揮 (Command)、実行 (Operations)、計画情報 (Planning)、後方支援 (Logistics)、財務・総務 (Finance/Administration) が明確に定義され、必要な機能に必要な資源（人や物）をケース・バイ・ケースで割り当てる。
1人の監督者が管理できる人数を5人（3〜7人までは状況によっては可能）とする監督限界 (Span of Control) を定め、普段とは異なる臨時の組織（一種のプロジェクトチーム）を現場にボトムアップ方式で立ちあげる。現場指揮官 (Incident Commander) はいかなる場合でも必要となるが、それ以外の組織は必要に応じて後付けにする。例えば、最初は現場指揮官と2人の部下が災害現場に駆けつけて対応していたところ、増員が必要になって現場指揮官が増員を要求し、10人が到着したとする。この時点で現場指揮官1人の監督限界を超えるので、6人（内1人を班長）✕ 2班に分けなければならない。そして現場指揮官は2人の班長を監督下に置く。そうすることで要員管理をスムーズにし、正確なコミュニケーションと円滑な命令系統を確立することができる。
組織の構築方法や名称、計画書の様式、通信方法などが全て標準化され、関係者の間で共有されている。
なお、 米国ではあらゆる現場対応の意思決定者は現場指揮官である。上位組織（州政府・連邦政府など）は現場指揮官からの要請に応じて支援する。
現場指揮官の権限の移譲についても、柔軟に対応するべくシステムに組み込まれている。一般的には、現場指揮官は地域防災計画や各事業所などにおけるマニュアルで事前に定められている。しかし、各現場で最も適任な（能力・資格・権限など）人材にその権限を速やかに委譲すべきとされている。なお、権限の移譲は、原則として“フェイス・トゥ・フェイス”（対面）で行い、組織内外に周知される。

## 組織の基本機能

### 概要

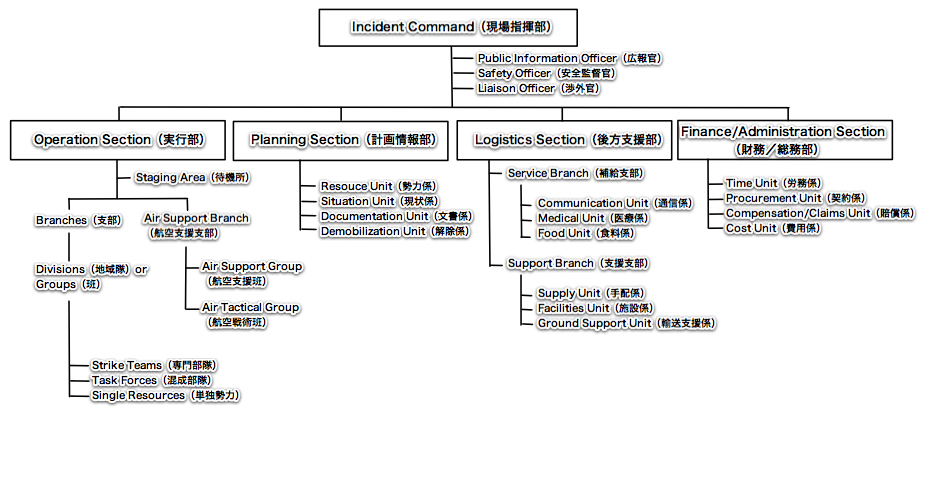
ICS組織図

組織は5つの機能 (Functions)： 指揮 (Command)、実行 (Operations)、計画情報 (Planning)、後方支援 (Logistics)、財務・総務 (Finance/Administration) ごとに編成する。機能はそれが担保されればよいのであって、これらの機能を、1人の現場指揮官 (Incident Commander) が全てを実施してもよいし、必要に応じて、独立した組織を編成してもよい。つまり、必ずしも別々の組織を編成しなければならないということを意味していない（これを機能的アプローチという）。

### 指揮部 (Command)
指揮部 (Command) は、 現場指揮官 (Incident Commander) と次の指揮部幕僚 (Command Staff) によって構成される。
- 広報官 (Public Information Officer)
- 安全監督官 (Safety Officer)
- 渉外官 (Liaison Officer)

いかなる場合でも現場指揮官は必要となるが、他の職は、必要に応じて指名される。広報官は、一般市民、関係者家族、報道機関などの関係各機関へ情報配布を一元的に担当する。安全監督官は、現場対応している全ての職員の安全管理を担当し、現場の状況を常に監視し、職員が不必要な危険にさらされないよう監督し、現場指揮官に対し安全に関する助言を行う。唯一、例外的に指揮命令系統 (Chain of Command) をバイパスする権限をもち、現場での作業中止命令などを宣言する権限を有する。渉外官は、現場対応に協力、支援している関係機関との連絡調整を一元的に担当し、各部隊・機関の能力最大限に発揮できるよう、また二度手間を防止するための調整を行う。大きな災害などの場合にはそれぞれの職にアシスタントを付けることもできる。
最初に現場に到着した部隊の指揮官が現場指揮官の役割を負い、後に到着した上級の指揮官への引継ぎが済むまで担う。
現場指揮は、緊急事態の大小によって、単独指揮 (Single Command) の場合と合同指揮 (Unified Command) の場合がある。複数の関係機関（警察、消防、軍、民間支援機関、その他）が現場対応に参加する場合は、指揮系統を一元化するため関係機関が指揮官を合同指揮部に送り、合議形式で全ての意思決定をする。
また、同時進行で複数の災害現場が、それぞれのインシデント・コマンド・システムによって統括されている場合や、大規模災害に複数の指揮管理が割り当てられている場合は、地域・方面指揮 (Area Command) を立ち上げ、地域・方面指揮官が単独指揮をするか、合同で指揮を執る。（市や郡が設置する緊急事態センター (Emergency Operations Center, EOC) と共に後方支援における資源割当ての優先順位を決定したり、庶務的、政治的、法的な支援が主な任務。）

### 実行部 (Operations)

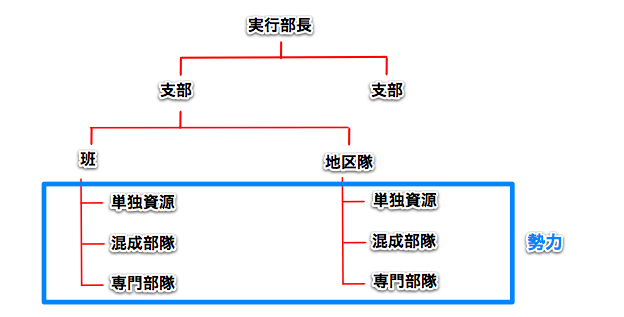
実行部組織

指揮部以外の4つの部 (Section) を一般幕僚 (
General Staff) という。
実行部の任務は、計画を実行して、戦術的な目標を達成することである。実行部は、ボトムアップ方式で組織を編成する。すなわち、計画を実行するための人や物などの勢力 (Resources) は、まず現場指揮官の直接指揮の下で行動する。勢力が現場指揮官の監督限界を超えた時点で、地域隊長または班長、支部長、部長が指名されていく。
地区隊 (Division) と班 (Group) は、階層的には同じレベルだが、地区隊は地域ごとに編成し（A地区隊、B地区隊など）、班は機能別（警察班、消防班など）に編成する。各地区隊、班には長 (Supervisor) を1人置く。地区隊を置くか、班を置くか、地区隊・班の両方を置くかは、現場指揮官が判断する。
地区隊または班の数が監督限界を超えた場合には、それらを支部 (Branch) に編成する。支部も地域別、機能別、またはその両方によって編成する。
勢力には、次の3つの種類がある。
- 単独勢力 (Single Resource)： 単独の個人や資機材
- 混成部隊 (Task Force)： 異った種類の専門家を監督限界の枠内で集めた部隊（警察と消防の専門家で構成される部隊など）
- 専門部隊 (Strike Team)： 同一の種類の専門家を監督限界の枠内で集めた部隊（特殊災害の専門部隊など）

勢力が、任務の割当てを得るまで待機する場所を、待機所 (Staging Areas) という。

### 計画情報部 (Planning)
計画情報部の任務は、情報収集、現状報告書の作成、評価、勢力の現状の把握、 現場作業計画 (Incident Action Plan) の作成、任務解放計画の作成、その他関連書類の作成である。 計画情報部長 (Planning Section Chief) および（必要な場合には）副部長 (Deputy) を置くことができる。
計画情報部は、航空、危険物、環境などの技術的専門家も組み入れ、様々な問題を予測し、将来的な計画を作成する。
必要に応じて次の4つの係 (Unit) に分かれる。
- 勢力係 (Resources Unit)： 集まってきた勢力（人・物）のチェックインを担当し、現在、どのような人員が利用可能なのか、どんな資機材があるのかを管理する。
- 状況係 (Situation Unit)： 最新の状況を常に把握し、状況報告書、状況掲示板、地図やプロジェクターの原稿などを作成する。
- 文書係 (Documentation Unit)： 現場作業計画 (Incident Action Plan) を作成すると同時に、すべての関連文書を整理する。
- 解除係 (Demobilization Unit)： 必要のない勢力の任務解除計画を作成する。

### 後方支援部 (Logistics)
後方支援部は、通信の確保、医療、食料補給、手配、施設管理、輸送手段確保など、現場対応に必要な後方支援業務を行う。 後方支援部長 (Logistic Section Chief) および（必要な場合には）副部長 (Deputy) を置くことができる。
必要に応じて、次の2つの支部 (Branch) および係 (Unit)に分かれる。
- 補給支部 (Service Branch)
  - 通信係 (Communication Unit)： 通信計画の作成、通信機器の配布、保守、現場通信所 (Incident Communication Center) の管理を担当する。
  - 医療係 (Medical Unit)： 医療、救急輸送、および医療報告書の作成を担当する。
  - 食料係 (Food Unit)： 水、食料の提供を担当する。

- 支援支部 (Support Branch) 
  - 手配係 (Supply Unit)： 必要な人員や資機材の手配を担当する。全ての勢力の手配はこの係を経由する。この係を設置しない場合には、手配業務は、後方支援部長の責任で行う。
  - 施設係 (Facilities Unit)： 基地 (Base) やキャンプ (Camp) などの施設の設置、およびそれらの施設の警備を担当する。
  - 輸送支援係 (Ground Support Unit)： 輸送手段の手配や燃料補給を担当する。

### 財務／総務部 (Finance/Administration)
財務／総務部は、費用の把握および調達に必要な契約を担当する。財務／総務部は、設置されない場合が多いが、設置されない場合は、当然、現場指揮官がこの任務を担当する。 財務／総務部長 (Finance/Administration Section Chief) および（必要な場合には）副部長 (Deputy) を置くことができる。
必要に応じて、次の4つの係 (Unit) に分かれる。
- 労務係 (Time Unit)： 　全ての人員の労務管理を担当する。
- 契約係 (Procurement Unit)： 資機材のレンタルや購買契約に関係する全ての書類作成を担当する。
- 賠償係 (Compensation/Claims Unit)： 人員の怪我や病気に係る書類の作成や資機材の損傷に係る損害賠償などを担当する。
- 費用係 (Cost Unit)： あらゆる支出に関する情報を収集するとともに必要とされる費用の見積もり作成なども担当し、費用の節約に関する助言を実施する。

## 施設

### 現場指揮所
現場指揮所 (Incident Command Post, ICP) は、現場指揮官が常駐し、全ての命令を発する場所である。計画情報部もこの中に設置される。場所は、現場すぐ近くの状況がよく把握できる場所であることが唯一の条件で、空き地、テント、ビルの一室、車の中など、臨機応変に決定される。例えば、2001年9月11日の同時多発テロでペンタゴンへの航空機墜落の際には、ペンタゴンの近隣の空き地に巨大なテントを張って ICP とし、ICS の全ての機能が設置され、指揮が執られた。
災害の大小にかかわらず、設置される ICP の数は一つが原則である。
なお、ICP と市や郡が設置する緊急運用センター (Emergency Operations Center, EOC) との関係が問題になることがある。米国の多数の市・郡・州がそれぞれ独自に EOC を所有しており、緊急事態が発生した場合には役所職員・他の機関の連絡員・市長などが執務するが、原則として EOC は現場の指揮は執らず、市や州全体の広範囲にわたる勢力配分や住民避難などの次のような支援業務に従事する。
- 現場から要求のあった勢力の手配および待機所への急行の指示
- 広域避難が必要とされる場合の指示
- 避難所の設置
- ICS 広報官との広報調整
- 防災放送などによる警報の発令
- 政治的な問題の調整
- 上位の組織への支援の要求など（市のレベルで対応していた場合には州に対して支援を要求、州のレベルでも対応できない場合は、相互支援契約をしている近隣の州、それでも対応できない場合は、大統領に支援を要求など）

である。しかし、多くの場合、ICP と EOC との調整が悪く、問題が生じている。

### 集結場所
集結場所 (Staging Area, SA) は、勢力（人・物）が集結するとともに、任務の割当てがあるまで待機する場所である。5分以内に出動できる場所であることが条件である。複数設置される場合もある。組織上は実行部に属する。責任者は、集結場所管理官 (Staging Area Manager) という。

### 基地
基地 (Incident Base, IB) は、現場での支援業務が行われる場所である。後方支援部がこの中に置かれる。ICP と同じ場所に設置されることも多い。

### キャンプ
キャンプは、関係者に対して宿泊や食料などを提供する場所である。現場からある程度離れた場所に設置される。地名が付けられる場合が多い（A地区キャンプ、B通りキャンプ、C港キャンプなど）。キャンプの勢力は、直ちに出動することを要しない点が、待機所の勢力とは異なる。なお、常にキャンプが設置されるとは限らない。

### ヘリベース
ヘリコプターを駐機し、整備し、燃料を補給する場所。

### ヘリスポット
ヘリコプターが離着陸し、荷物を積み込み、降ろす場所。

## 統一された用語
関係者の意思疎通を改善するため、組織名称などが次のとおり標準化されている。
なお、通信などの際には必ずこれらの組織名称・呼称を使用し、コールサインのような一部の者しかわからない用語は使用してはならない。
| 組織名称                     | 意味 |
| ---------------------------- | --- |
| Section（部）                | 機能別（実行、計画情報、後方支援、財務／総務）の任務を担う組織の名称。Branch（支部）と Incident Commander（現場指揮官）の中間。 |
| Branch（支部）               | Division（地区隊）やGroup（班）の数がSpan of Control（監督限界）を超えた場合に設立される組織。地域別または機能別に設置される。Operations Section（実行部）に設置される場合は、Division/Group（地区隊/班）とSection（部）の中間。Logistics Section（後方支援部）に設置される場合は、Unit（係）とSection（部）の中間。 |
| Division（地区隊）           | 地域ごとの運用を担当する組織。Task Forces/Strike Teams（混成部隊／専門部隊）とBranch（支部）の中間。 |
| Group（班）                  | Operations Section（実行部）に設置される機能別（警察班、消防班、救護班など）の組織。Resource（勢力）とBranch（支部）の中間。 |
| Unit（係）                   | Planning（計画情報部), Logistics（後方支援部), Finance/Administration（財務/総務部）に設置される機能別の組織。 |
| Single Resources（単独勢力） | 単独の個人、資機材。 |
| Strike Team（専門部隊）      | 同じ専門勢力の集合体（特殊災害に対応する部隊など） |
| Task Force（混成部隊）       | 特定の目的をもった異なる専門勢力（例として法執行機関と消防）の集合体。 |

| 組織名称                                    | 呼称                             | 補佐人の呼称        |
| ------------------------------------------- | -------------------------------- | ------------------- |
| Incident Command（現場指揮）                | Incident Commander（現場指揮官） | Deputy（副官）      |
| Command Staff（指揮部幕僚）                 | Officer（官）                    | Assistant（補佐官） |
| Section（部）                               | Chief（部長）                    | Deputy（副部長）    |
| Branch（支部）                              | Director（支部長）               | Deputy（副支部長）  |
| Division/Group（地区隊/班）                 | Supervisor(地区隊長/班長)        | なし                |
| Strike Team/Task Force（専門部隊/混成部隊） | Leader（隊長）                   | なし                |
| Unit（係）                                  | Leader（係長）                   | Manager（主任）     |
| Single Resource（単独勢力）                 | 勢力の名称を使用                 | なし                |

## 統一された現場作業計画
現場作業計画 (Incident Action Plan, IAP) は、口頭で伝えるにしろ、書面にするにしろ、必ず作成しなければならない。様式が統一されていないと混乱を招くので、ICS では統一された。
IAP には、主として次の書類がある。(ICS Forms)
- 目標シート (Statement of Objectives)： 達成すべき目標を記載したもの。目標は、測定可能なものでなければならない。（様式： ICS Form 202）
- 組織図 (Organization) : 組織構成を、どのようにするかを記載したもの。（様式： ICS Form 203）
- 戦術および勢力配備 (Tactics and Assignments) : 目標達成のための戦術と、どのような人員や資機材を割り当てるかを記載したもの。（様式： ICS Form 204）
- 参考文書 (Supporting Material) : 通信計画 (ICS Form 205)、医療計画 (ICS Form 206)、地図、輸送計画、気象情報、特殊警報、安全警報など。なお、通信計画と医療計画以外は、標準化された様式はなく、適宜作成される。

## 統一されたルール
全ての者が共通に従わなければならないルールとして、次の事項が定められている。
- 基本的に全ての指示を自分の所属する ICS 組織から受けること。（自分が報告すべき場所、報告すべき時刻、任務遂行時間、割り当てられた任務の内容、通信方法など）
- 自分の任務遂行に必要な消耗品や資機材は、自分で持ってくること。（長期の任務遂行の場合は日常品なども）
- 現場に到着し次第、必ず登録（チェックイン）をすること。登録をする場所は、場合によって異なるが、ICP（現場指揮所）内の勢力係、SA（待機所）、IB（基地）、キャンプ、ヘリベースまたは地域隊長や班長とする。
- 無線交信の際は、誰にでも分かるように明瞭に話し、無線コールサインなどは使用しないこと。施設名称は、災害の名称や場所の名称を付加して呼称すること（「△○事故現場指揮部」、「△○公園待機所」のように）。人の呼称は ICS の役割呼称を使用すること（「△○係長」、「△○部長」のように）。
- 直属の上司から緊急事態の概要に関するブリーフィングを受けること。自分の役割を確実に理解すること。
- 必要な文書を受け取り、自分の作業場所は自分で探し設置すること。
- 自分の部下は自分で組織し、自分でブリーフィングすること。
- 交代の者が来た場合には引継ぎのブリーフィングを実施すること。任務を離れる前に自分が担当している書類を作成し、上司または文書係に渡すこと。

## 米国インシデント・マネジメント・システム (NIMS)
1993年以降、米国では、単一事業所、地方自治体、州、連邦政府の責任（管轄）範囲を超えた大規模災害が数多く発生した。2001年9.11アメリカ同時多発テロ事件を引き金に、2003年2月にブッシュ大統領が国土安全保障省発行の HSPD-5 に署名し、あらゆる組織で ICS を基とした米国インシデント・マネジメント・システム (NIMS) を採用するよう指令・通達が出された。この中で米国のあらゆる緊急事態で使用しなければならない最も基本的な指揮・命令管理システムとして ICS がその中核に位置付けられた。
NIMS は、ICS に加えて州政府・連邦政府による支援プロセスなども定め、国家として緊急事態に対応するための最も基本的なマニュアルとなっている。また、「ICS、複数機関間の調整法、広報などに関する総合的なアプローチおよび COP などの情報管理や資源管理の基本原則について規定したものであり、大規模災害や特定の緊急事態だけを対象とした対応計画や通信計画ではない」と書かれており、あらゆるハザード（危険要素）に対して、同じ方法でアプローチする（オールハザードアプローチ）ためのマニュアルと位置付けられている。

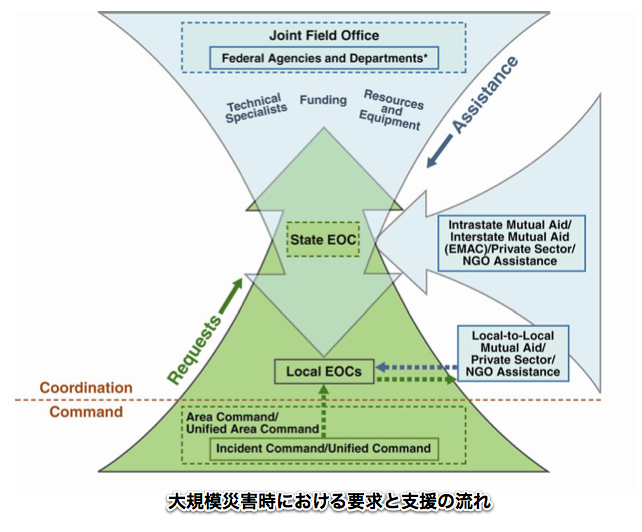
要求と支援の流れ

 NIMS は ICS をベースとし、現場と連邦政府との関係は次のとおりとなる。
- 大小や種類を問わず緊急事態が発生すると現場にまず ICS 組織が立ち上がる。単独指揮の場合も合同指揮の場合もある。現場での作業は迅速性が要求されるので、命令 (Command) によって行われる。
- 現場での作業に人的勢力や資機材が不足してくると指揮官は、地元の緊急事態センター (EOC) に支援を要求 (Request) する。ここから上は全て調整 (Co-ordination) であり命令ではない。地元の EOC は州の EOC に対して必要に応じて支援を要求するとともに、それでも足りない部分については、連携契約のある近隣の州に支援を要求する。それでも足りない場合は、連邦政府に対して支援を要求する（ボトムアップ）。

そして、これらの支援にあたるために連邦政府の役割を明確化したものが緊急事態支援機能 (Emergency Support Function, ESF) である。これは国家対応フレームワーク (National Response Framework, NRF) に規定されているものであり、必要とされる支援の種類に応じてどの省庁が何をするかについて下記の15の機能 (Functions) ごとに定められている：
- ESF1: Transportation （輸送支援）
- ESF2: Communications （通信支援）
- ESF3: Public Works and Engineering （公共作業・技術支援）
- ESF4: Firefighting （消防支援）
- ESF5: Information and Planning （情報および計画支援）
- ESF6: Mass Care, Emergency Assistance, Housing and Human Services （避難施設支援）
- ESF7: Logistics Management and Resource Support （補給支援）
- ESF8: Public Health and Medical Services （公衆衛生支援）
- ESF9: Search and Rescue （捜索救助支援）
- ESF10: Oil and Hazardous Materials Response （油および危険物対応支援）
- ESF11: Agriculture and Natural Resources （農業支援）
- ESF12: Energy （エネルギー支援）
- ESF13: Public Safety and Security （公衆安全支援）
- ESF14: Long Term Community Recovery （長期的復興支援）
- ESF15: External Affairs （対外調整支援）

日本の防災基本計画のような災害の種類（地震災害、津波災害、風水害、火山災害、雪害、海上災害、航空災害、鉄道災害、道路災害、原子力災害、危険物等災害、大規模火事災害、林野火災）ごとの区分ではない。
このようなボトムアップ的な考え方は、緊急事態においては時間が最も重要な経営資源であり、現場が意思決定することが最も合理的であるという考え方に立っている。
また、災害の種類ごとに対応方法が異っていると関係者がそれぞれの災害ごとの対応方法を個別に理解しておかなくてはならず、現実問題としてその全てを理解することなど不可能であるという考え方からオールハザードアプローチをとり、全ての災害において同じプロセスで対応するという手法を採っている。

## 米国以外のインシデント・マネジメント・システム
ICS と同様のインシデント・マネジメント・システムは、オーストラリア、イギリスなどでも導入されている。米国とは異なり、全国的に導入されているわけではなく、主として消防組織の間で広がっており、組織名称なども少し異なっている。しかし、監督限界の設定やボトムアップによる組織編成などは米国と同じである。
- オーストラリア - Incident Control System
- イギリス - Incident Command System
- カナダ - Incident Command System
- ドイツ - German Regulation 100 "Leadership and Command in Emergency Operations"

## ICS のメリット
ICS には、次のメリットがある。
- 組織は大きくなると「官僚制の逆機能」のために様々な弊害が出てくるが、ICS では監督限界によって徐々に組織を拡大するので、必要以上に大きくならない。
- 用語、様式、手続きなどの全てが標準化されており、関係者の意思疎通がスムーズになる。
- 組織内の勢力および情報の「縦断的」「横断的」流れが全レベルにおいて確立でき、迅速な動員、物資の流通・展開が可能となる。
- 運用上の傾向・パターンの発見が容易になり、混乱やミスを最低限に抑制する効果がある。
- 目標管理による関係者の主体的な行動が期待できる。
- 現場指揮官は、必要以上に上部組織による介入を受けないので、意思決定が短時間に行える。

簡潔に言い換えれば、調整コストの最小化（迅速な意思決定・伝言ゲームの抑制など）である。

## ICS 教育
ICS は全ての関係者が知識を共有しておかなければならないので、米国では数多くの研修機関が設置されている。FEMA などは、インターネット上で無料の研修コースも提供している。次のような段階的な研修コースが用意されている。
- 基礎コース (IS-100, IS-200)
- 中・上級コース（IS-300, IS-400: この２つのコースは実地研修）
- NIMS 初級コース (IS-700)
- NIMS 多機関調整システムコース (IS-701)
- EOC マネージメント＆オペレーションコース (IS-775)
- NRF 初級コース (IS-800)

これらのコースを受けていることを昇進の条件にしたり、職種によっては必須の研修項目にしている政府機関が多い。
(FEMA Training Courses参照 )
日本ではまだ ICS に相当するシステムが導入されていない。導入のためには、まずシステムの標準化、そして関係者の教育などが必要となる。